# Buzz!: Brain of the World
Buzz!: Brain of the World és la vuitena entrada de la sèrie de videojocs de preguntes Buzz!. Va ser desenvolupat per Relentless Software i llançat el 2009 per a PlayStation 2, PlayStation 3 i PlayStation Portable. El joc té 21 variacions per als diferents països.

## Jugabilitat
El joc permet als jugadors triar categories i respondre preguntes sobre elles, i se'ls atorguen més punts com més ràpid responguin. El joc requereix els controladors Buzz! per jugar-hi. La versió del joc per a PlayStation 3 inclou jugabilitat en línia i permet l'accés a preguntes creades pels usuaris al web My Buzz!.

## Versions regionals
Es van llançar diverses versions del joc per a diferents països. Algunes inclouen preguntes especials basades en el país, mentre que altres són només localitzacions de la versió internacional.
| Títol                             | Territori              | Preguntes |
| --------------------------------- | ---------------------- | --------- |
| Buzz!: Brain of the World         | Internacional, Irlanda | Generals  |
| Buzz!: Brain of the UK            | Regne Unit             | Nacionals |
| Buzz!: Le Plus Malin Des Français | França                 | Nacionals |
| Buzz!: Deutschlands Superquiz     | Alemanya               | Nacionals |
| Buzz!: Brain of Oz                | Austràlia              | Nacionals |
| Buzz!: Brain of New Zealand       | Nova Zelanda           | Generals  |
| Buzz!: Il Quizzone Nazionale      | Itàlia                 | Nacionals |
| Buzz!: ¿Qué sabes de tu país?     | Espanya                | Nacionals |
| Buzz!: Brain of Switzerland       | Suïssa                 | Generals  |
| Buzz!: Le Plus Malin Des Belges   | Bèlgica (francès)      | Generals  |
| Buzz!: De strafste van België     | Bèlgica (neerlandès)   | Generals  |
| Buzz!: De slimste van Nederland   | Països Baixos          | Generals  |
| Buzz!: Mozak Hrvatske             | Croàcia                | Generals  |
| Buzz!: Das große Länderquiz       | Àustria                | Generals  |
| Buzz!: Quem é o Génio Português?  | Portugal               | Generals  |
| Buzz!: Suomen Neropatti           | Finlàndia              | Generals  |
| Buzz!: Danske Genier              | Dinamarca              | Generals  |
| Buzz!: Svenska Genier             | Suècia                 | Generals  |
| Buzz!: Norgesmester               | Noruega                | Generals  |
| Buzz!: Polskie Łamigłówki         | Polònia                | Generals  |
| Buzz!: Сокровища нации            | Rússia                 | Generals  |